# メイラード反応

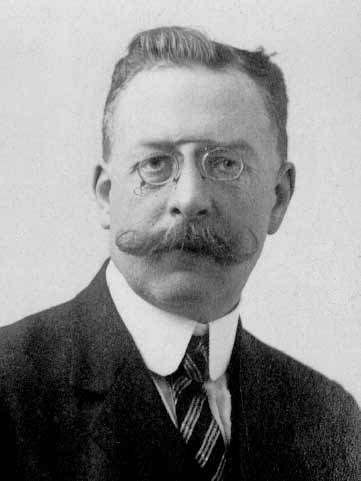
ルイ・カミーユ・マヤール（メイラード）

メイラード反応（メイラードはんのう、英: Maillard reaction）とは、還元糖とアミノ化合物（アミノ酸、ペプチドおよびタンパク質）を加熱したときなどに見られる、褐色物質（メラノイジン）を生み出す反応のこと。褐変反応 (browning reaction) とも呼ばれる。アミノカルボニル反応の一種であり、褐色物質を生成する代表的な非酵素的反応である。メイラード反応という呼称は、20世紀にフランスの科学者ルイ＝カミーユ・マヤールがこの反応の詳細な研究を行ったことから名付けられた。
食品工業において、食品の加工や貯蔵の際に生じる、製品の着色、香気成分の生成、抗酸化性成分の生成などに関わる反応であり、非常に重要とされる。メイラード反応は加熱によって短時間で進行するが、常温でも進行する。ただし、その場合には長時間を要する。

## 反応過程
メイラード反応は非常に多くの素反応からなる過程であり、その全容は未だ十分には解明されていない。
アミノ酸と還元糖が反応し、窒素配糖体を経由してシッフ塩基を形成した後、アマドリ転位によってその反応生成物を生じるまでの反応を初期段階、アマドリ転位生成物（2,3-エナミノール型とケト形の2種）以降を中期段階と呼ぶ。
メイラード反応の進行には、反応系のpHが大きく関与することが知られている。特に中性から塩基性の条件下では中期段階以降でラジカルの生成が促進されて、褐色色素の生成が促進される。
また、反応中間生成物より分岐し、ストレッカー分解反応へ向かう経路も存在する。ストレッカー分解反応の生成物も、食品の加熱加工の際に生じる香気に大きく関与している。

### 初期段階
アミノ化合物と還元糖が縮合し、シッフ塩基と呼ばれる窒素配糖体を形成する。シッフ塩基の二重結合（-N=C-）は転位し（アマドリ転位）、エノール形の生成物（1,2-エナミノール）を生じる。1,2-エナミノールは互変異性化したケトン型構造との間で平衡状態となっている（ケト-エノール互変異性）。
生成物のエノール形（1,2-エナミノール）は還元性を示す、反応性の高い物質である。また、生成物のケト形は2,3-エノール形の物質（2,3-エンジオール）にも変化するが、これも還元性を示す反応性の高い物質である。

### 中期段階
アマドリ転位生成物が1,2-エナミノールまたは2,3-エンジオールを経由して分解していく過程で、この段階での反応の多くは脱水反応である。2,3-エンジオールを経由する反応は、焙焼においては主となる経路であると言われている。
この段階ではオソンや3-デオキシオソンなどの反応性に富んだケトアルデヒドや、ピロールアルデヒド、フルフラールなどを生成する。また、メチルジケトン中間体を経由して生成するピルブアルデヒドは非常に強い反応性を持つ。

### 最終段階
フルフラール、ピロール-2-アルデヒド、3-フラノン、オソン、3-デオキシオソン、メチルジケトン中間体（1-デオキシオソン）、アマドリ転位生成物などの反応中間体や生成物と、各種アミノ酸やペプチド、タンパク質などが重合してメラノイジンを生成する反応が終期段階であるが、その過程はまだ明らかにされていない。

## 反応生成物

### メラノイジン
メイラード反応によって生じる褐色色素のことをメラノイジンと呼ぶ。メラノイジンは酸素や窒素を含む、多様な高分子化合物からなる混合物である。
メラノイジンは、それ自身がフリーラジカルであるが、同時にラジカル捕捉剤としての作用を持つため、食品の酸化を抑制する働きがある。この作用には、メラノイジンが金属とキレートを生成して封じ込めることが関与しているとも言われる。
メラノイジンは、in vitroでは抗酸化作用、活性酸素消去活性、ヘテロ環アミノ化合物（発癌物質）に対する脱変異原活性などを有するとされている。例えば、メイラード反応によって生じたトリプトファン・グルコース反応液の抗酸化能はビタミンEであるα-トコフェロールよりも強く、合成抗酸化剤のBHA、BHTに匹敵するものであることが明らかになった。
グルコースとグリシンによるアミノカルボニル反応で生成した褐変物質による着色度が高いほどDPPHラジカル消去能も高くなる。着色度を示す440 nmにおける吸光度とDPPHラジカル消去能の間にはr=0.993の非常に高い正の相関関係が認められる。また、玉ネギを加熱し、黄色、あめ色、茶色と褐変が進行するにしたがってDPPHラジカル消去能が上昇する、との報告がある。
例えば、味噌は優れた抗酸化能力を有し、味噌のラジカル補足能力はその大半をメラノイジンが担っており、味噌の色調が濃いほどその能力が高まっているとする研究がある。動物実験では、味噌の摂取で肺癌、胃癌、乳癌、肝臓癌、大腸癌の抑制効果が認められ、味噌の熟成度が高いほど効果が高かったとの報告がある。

### 香気成分の生成
メイラード反応に伴って特有の香気成分も生じる。その香気は反応のもととなったアミノ酸や糖の種類、反応条件などによって変化し、焦げ臭、カラメル臭、ナッツ様の臭気、パン様の臭気、チョコレート臭、時にカビ臭やスミレ様の臭気など、様々な香気を生じる。
各種アミノ酸とグルコースを褐変反応させたときの香気は以下の通り。
| アミノ酸         | 100℃加熱時の臭気       | 180℃加熱時の臭気             |
| ---------------- | ---------------------- | ---------------------------- |
| バリン           | ライ麦パンの様な臭い   | 刺激のあるチョコレートの臭い |
| ロイシン         | 甘いチョコレートの臭い | チーズを焼いた臭い           |
| イソロイシン     | カビ臭                 | チーズを焼いた臭い           |
| フェニルアラニン | スミレの花の臭い       | ライラックの花の臭い         |
| メチオニン       | ジャガイモの臭い       | ジャガイモの臭い             |
| スレオニン       | チョコレートの臭い     | 焦げ臭                       |
| ヒスチジン       | -                      | トウモロコシパンの臭い       |
| アスパラギン酸   | 砂糖菓子の臭い         | カラメル臭                   |
| グルタミン       | チョコレートの臭い     | バターボールの臭い           |
| アルギニン       | ポップコーンの臭い     | 焦げた砂糖の臭い             |
| リシン           | -                      | パンの臭い                   |
| プロリン         | タンパク質の焦げた臭い | パンの臭い                   |

### メイラード反応とアクリルアミド

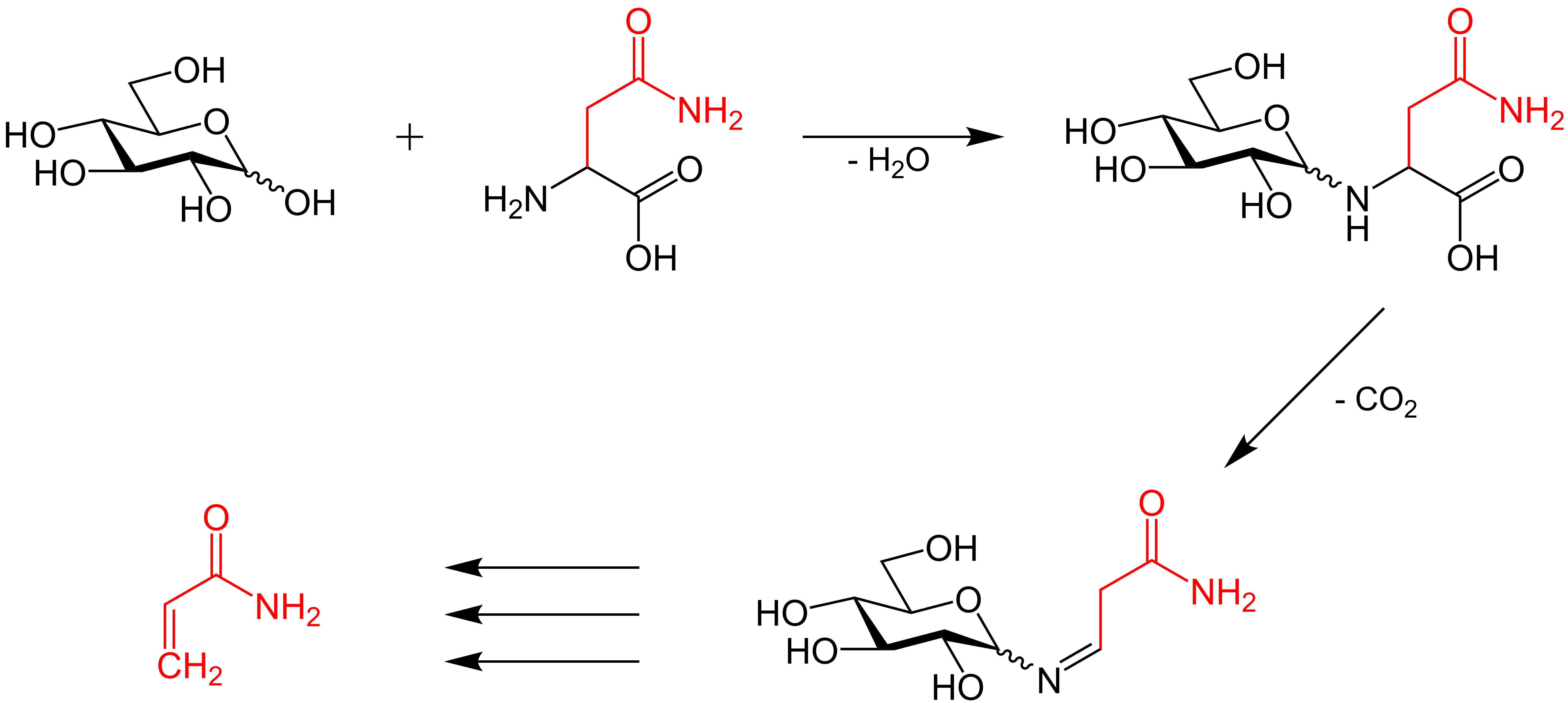
アスパラギンと糖のメイラード反応によるアクリルアミドの生成

メイラード反応の過程でアスパラギンとブドウ糖が反応することによって、劇物扱いのアクリルアミドが生成されることが明らかになっている。アクリルアミドは神経毒性や発癌性を持つ疑いがある化合物であるため、特にポテトチップスなどの高温加熱食品におけるメイラード反応でアクリルアミドが生じることが食品安全上の観点から問題視されている。アクリルアミドがヒトに対して神経毒として働くことはこれまで確認されているが、食品中に含まれている量ではこの作用は現れないこと、また発癌性についてはラットに薬品として直接アクリルアミドを投与する事で確認されているが、実際にヒトが食品に含まれる形で摂取した場合に発癌リスクが高くなるかどうかは明らかになっていないこと、などから、通常の摂取量であれば特別に健康上の問題に結びつく可能性は低いと、これまでは考えられていた。
2002年4月、スウェーデン食品庁は、ポテトチップスやフライドポテト、ビスケットなど、炭水化物を多く含むものを高温で加熱した食品にアクリルアミドが高濃度で含まれているという報告を出した。アクリルアミドは神経毒性や発癌性を持つ疑いがあるため、これらの食品の安全性に対する懸念が生まれることになった。その後、この報告は各国の食品関連機関の追試によって確認され、それをうけてWHOが2002年6月に専門会議を設けるなどの対応を行った。日本では食品総合研究所を中心に、この問題が検討されている。これらの食品中のアクリルアミド濃度は、飲料水中の規準値を超えていたために安全上の問題があると疑われた。
2005年には、FAOとWHOからなる合同委員会が「食品中のアクリルアミドは健康に害を与える恐れがあり、含有量を減らすべき」と勧告。
2007年、オランダのマーストリヒト大学のジャネケ・ホゲルボルスト (Janneke G. Hogervorst) らが「アクリルアミドの摂取は特に非喫煙者の女性において子宮内膜がんと卵巣がんの危険性を高める」という疫学調査結果をCancer Epidemiology Biomarkers & Prevention誌の11月号に発表。
2008年5月、オランダのマーストリヒト大学の研究チームが「アクリルアミドの摂りすぎは腎臓がんのリスクを高める」という研究をAmerican Journal of Clinical Nutrition誌5月号に発表した。
安全性に関する詳細な検討は現在も継続中であり、また食品中の濃度規制に向けた取り組みも始まっている。

## メイラード反応の例
メイラード反応が関与するものには次のような現象が挙げられる。
- 肉を焼くと褐変
- 玉ねぎを炒めると褐変
- デミグラスソース（ブラウンソース）の褐変[10]
- コーヒー豆の焙煎
- 黒ビールやチョコレートの色素形成
- 味噌、醤油の色素形成
- 熟成に伴う酒粕の色素形成
- 黒ニンニク

三温糖の着色はカラメル反応であり、メイラード反応と似てはいるが異なる反応である。また、焦げはメイラード反応というよりは炭化である。
落ち葉から腐葉土が出来る過程でも褐色色素や黒色色素が生じる。これは腐植酸と呼ばれる物質だが、メラノイジンと同じものである。植物の持つ酵素的な褐色色素の形成と、非酵素的なメイラード反応の両方が関与していると言われている。
糖尿病患者に見られる褐色斑の形成にも、生体内で起きるメイラード反応の関与が示唆されている。褐色斑の原因となる色素にはAGEs (advanced glycation end-products) と呼ばれるものが含まれているが、これらはメラノイジンの前駆物質だと考えられている。なお、糖尿病患者の症状として見られる白内障や血管組織の劣化は、正にメイラード反応におけるブドウ糖のアルデヒド基とクリスタリンやエラスチン、コラーゲンのような高寿命タンパク質のアミノ基の重合反応によって起きるタンパク質の変性に起因する。
炭水化物を摂取すると小腸でグルコースに分解され、大量のグルコースが体内に吸収される。体内でのグルコースは、エネルギー源として重要である反面、高濃度のグルコースはそのアルデヒド基の反応性の高さのため生体内のタンパク質と反応して生体に有害な作用をもたらすため、インスリンの分泌により、体内の血糖濃度が常に一定範囲に保たれている。この唯一のインスリンによる血糖調整機構が破綻すると高血糖による生体組織とのメイラード反応により、糖尿病性神経障害・糖尿病性網膜症・糖尿病性腎症の微小血管障害、つまり糖尿病合併症を発症する。
高カロリー輸液の調製において、ブドウ糖とアミノ酸液を同一容器内で混合すると、メイラード反応によって褐色物質が形成され、溶液が褐色に変化することがある。

## 生体内で起こるメイラード反応と老化現象
抗老化医学（アンチエイジング）の発達によって、体内で起こるメイラード反応が、老化を進行させる体の糖化であることが明らかになってきた。
老化現象と深い関わりを持つコラーゲンの糖化反応は、肌の張りと弾力性を失わせ、骨の質（骨強度）を劣化させる。また、糖化された老廃物の蓄積が白内障や動脈硬化の進行（高血圧症）となって表れるなど、老化の顕著な特徴と直結している。アルツハイマー病は脳内のアミノ酸が糖化される現象という説も存在する。また体の糖化と糖尿病の合併症やメタボリックシンドロームには深い関係がある。
抗糖化ケアは、摂取カロリーの適正な調整とともに、急激に血糖値を上げないGI（グリセミックインデックス）に留意した食生活によって可能となる。たとえば、野菜から先に食べる工夫をするだけでも、血糖値の急激な上昇を抑えることに繋がり、体の糖化の抑制が期待出来る。ドクダミ茶、シソ葉茶、などの健康茶は、コラーゲンの糖化に対して強い抑制力を示す。また、抗糖化作用を有する食品として、ローマンカモミール、セイヨウサンザシ、サクラ、などが発見されている。